# 伊尔克·维卢达
伊尔克·维卢达（德語：Ilke Wyludda，1969年3月28日—2024年12月1日），德国女子田径运动员。她曾代表德国参加1992年、1996年和2000年夏季奥林匹克运动会田径比赛，其中1996年奥运会获得一枚金牌。